# Harsányiné Vladár Ágnes
Harsányiné Vladár Ágnes (Budapest, 1938–) magyar építészmérnök. Építészmérnöki oklevelének száma: 1878/1961. Ybl-díjas, műemlékvédelmi munkásságáért számos elismerésben részesült. A Budapesti Műszaki éd Gazdaságtudományi Egyetem Szenátusa 2011-ben aranydiploma adományozásával ismerte el értékes mérnöki tevékenységét.

## Életpályája

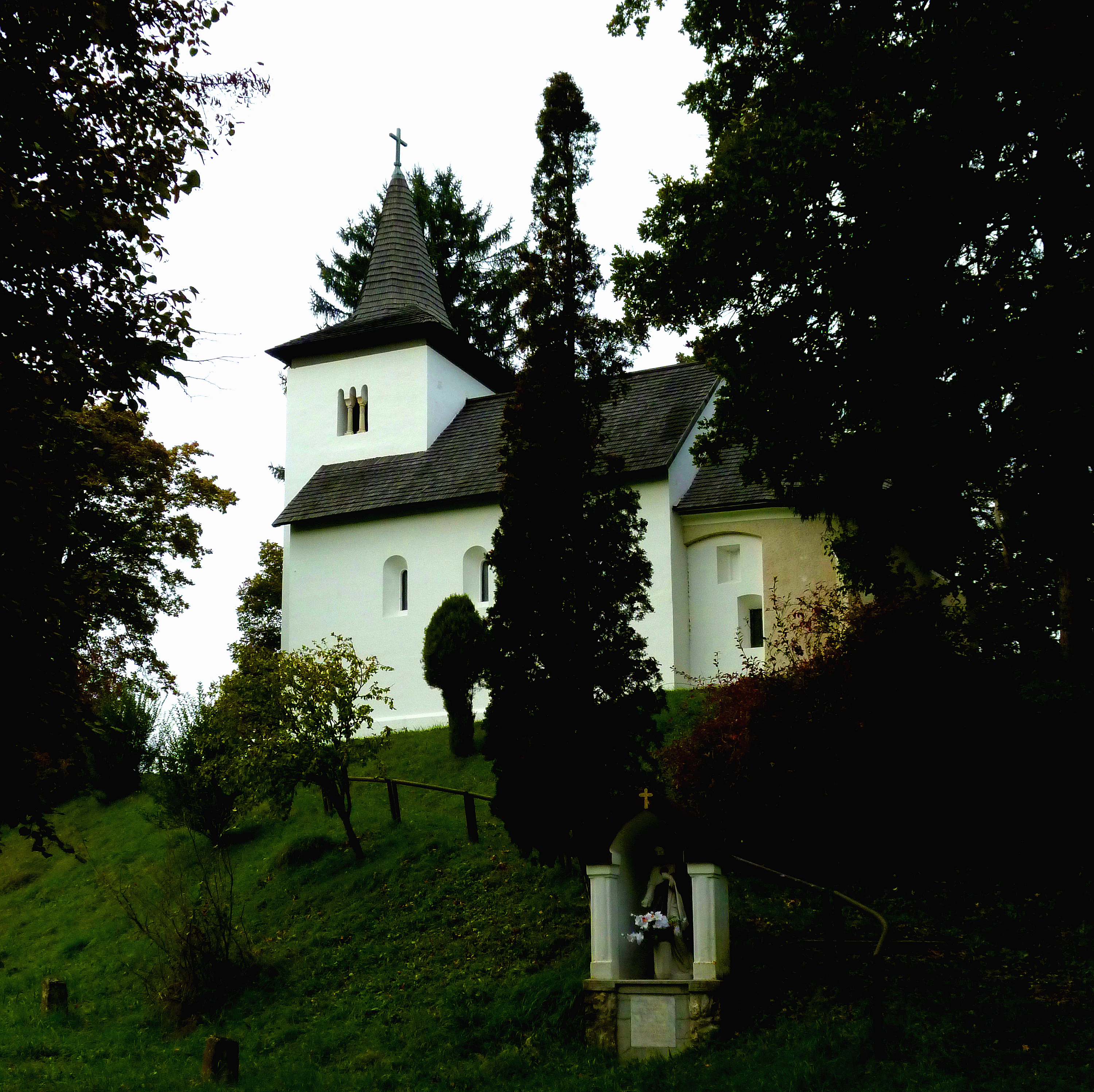
Böde, felujított műemléktemplpm

## Szakmai pályafutása
Diplomájának megszerzése után 1961-ben a Fővárosi 5. Számú Építőipari Vállalatnál helyezkedett el. Részt vett a Budai Vár polgári épületeinek műemléki helyreállításában és háború utáni újjáépítésének kivitelezésében. 1962-ben a Budapesti Városépítési Tervező Iroda (BUVÁTI Műemléki szakosztályán dolgozott. Ebben az időszakban a főváros területén lévő különböző, szakterülethez tartozó tervezési munkákat végzett. Az aquincumi római romterület II. világháború utáni, szükségszerű helyreállítási munkákkal történő megbízásai révén került kapcsolatba a korszak hazai építészeti örökségének műemlékvédelmi problémáival, mely szakmai tevékenységének fő irányává vált a mai napig. 1964-től az Országos Műemlékvédelmi Felügyelőség (OMF) Tervezési Osztályára került, ahol kezdettől fogva részt vett az esztergomi királyi vár (Vármúzeum) és a sárospataki Rákóczi vár műemlék-helyreállítási munkáiban. Részt vett a budapest-pasaréti templomot övező belső helyreállításban, új liturgikus tér tervezésében. Az antikvitás pannóniai építészeti hagyatékával kapcsolatban több helyszínen végzett munkát. 1995-től magántervezőként dolgozik. Számos szakcikk, ismertető szerzője. 1988-ban Ybl-díjjal jutalmazták, 1996-ban pedig Műemlékvédelmi díjat kapott. Sopron városa ottani munkásságát Wälder József díjjal ismerte el. 2007-ben Pannónia római kori építészeti emlékei érdekében kifejtett munkásságáért pedig Schönvinter István emlékérmet kapott.
- Lásd még: Római katolikus templom (Böde-Zalaszentmihályfa)

## Főbb tevékenységei
Műemlékhelyreállítások

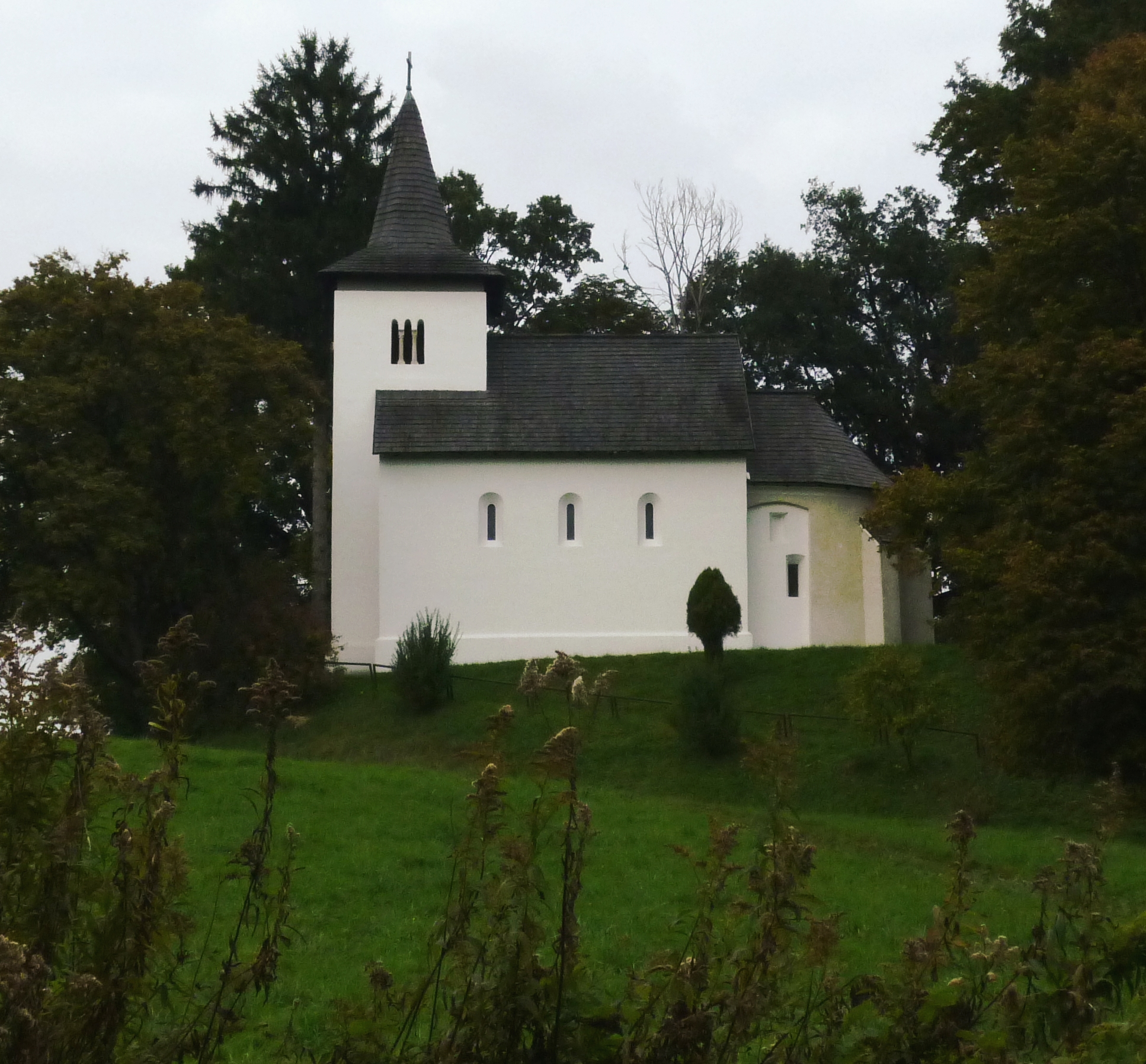
Böde, Rk. műemléktemplom (F.: KT)

- Aquincum: római romterület helyreállítása
- Esztergom: királyi vár (Vármúzeum)
- A sárospataki Rákóczi vár műemlék-helyreállítási munkái
- Budapest: pasaréti templom új liturgikus tér tervezése
- Böde (Zalaszentmihályfa) katolikus templom helyreállítása
- Veszprém: Szt. György-kápolna helyreállítása

## Írásai
- H. Vladár Ágnes: A zalaszentmihályfai r.k. templom helyreállítása. Magyar Műemlékvédelem Bp. 1974. 161-178.

## Szakmai-, társadalmi elismerései
- Ybl Miklós-díj (1988)
- Műemlékvédelmi díj,
- Wälder József-díj,
- Schönvinter István-érem
- Aranydiploma (2011)
- a Magyar Köztársasági Érdemrend lovagkeresztje (2011)